# Strongylosia semiflava
Strongylosia semiflava är en fjärilsart som beskrevs av George Francis Hampson 1926. Strongylosia semiflava ingår i släktet Strongylosia och familjen nattflyn. Inga underarter finns listade i Catalogue of Life.